# Kálló Béla
Kálló Béla (Szabadka, 1973. május 8. –) magyar színművész, rendező, műhelyvezető.

## Tanulmányok
- 1991–1995	Újvidéki Művészeti Akadémia
- 1988–1991	Ivan Saric Szakközépiskola
- 1980–1988	Széchenyi István Á.I.

## Szakmai tapasztalat
- Újvidéki Színház (1991-1995) színész
- Tanyaszínház (1988-1995) színész, a Tanyaszínház egyik vezetője
- Kazalište Pozorište Gledališče Teatar, Belgrád (1995-1998) színész és rendező
- Népszínház, Szabadka (1999-2011) színész és rendező
- Udvari Kamaraszínház, Budapest (2004- ) – színész és rendező
- Gyermekszínház, Szabadka (2011-2017) színész és rendező
- Kosztolányi Dezső Színház, Szabadka – színész és rendező
- Zentai Magyar Kamaraszínház, Zenta – színész, rendező és díszlettervező Forrás
- Forrás Színházi Műhely, Győr- színész
- Cervinus Teátrum, Szarvas- színész
- Zsámbéki Színházi Bázis, Zsámbék – színész
- Tálentum TME – rendező
- Deszkára fel! – oktató tanár
- Színházi Műhely, Szabadka (2004- ) – alapító és osztályvezető tanár
- Danilo Kis Színházi Műhely
- Rés Civil Szervezet – elnök
- Szép Szó versmondó tábor – oktató tanár
- MAdT tábor, Zenta – oktató tanár
- Pannon Rádió és Televízió –műsorvezető
- Isteni Színjáték Társulat – művészeti vezető
- TraktorWorks – oktató tanár
- Szinkron színész
- Isteni Színjáték Színházi Műhely (Budapest) – műhelyvezető

## Színházi szerepek

### Kazalište Pozorište Gledališče Teatar
- Peter Weiss: Marat/Sade (1995) R: Péter Ferenc, Szerep: Marat
- W. Shakespeare: Othello (1996) R: Péter Ferenc, Szerep: Othello
- Heiner Müller: Médea anyag (1997) R: Péter Ferenc, Szerep: Jason
- W. Shakespeare: János király (R: Péter Ferenc, Szerep: János király
- A-mol mise R: Ljubisa Ristic, Szerep: Férfi
- Richard Bach: Jonatan Livingston a sirály (1996) R: Péter Ferenc
- Dante: Isteni Színjáték (1997) R: Péter Ferenc

### Tanyaszínház
- Vörösmarty Mihály: Csongor és Tünde (1988) R: Soltis Lajos, Szerep: Berreh
- Plautus: Amphitruo (1989), R: Soltis Lajos, Szerep: Jupiter
- Harwey – Smith: Szemfényvesztők (1990), R: Soltis Lajos, Szerep: Néma bohóc
- Hans Sachs és ismeretlen szerzők jelenetei: Vásári komédiák (1991), R: Soltis Lajos
- Georg Orwell: ÁLLATFARM (1992), R: Soltis Lajos, Szerep: Napó Lajos
- Csantavéri passió (1993), R: Soltis Lajos és Hernyák György, Szerep: Ember fia
- Lázár Ervin regénye nyomán A négyszögletű kerek erdő (1994), R: Körmöci Petronella, Szerep: Szigfrid
- Carlo Goldoni: Két úr szolgája (1995), R: Kovács Frigyes, Szerep: Silvio

### Kosztolányi Dezső Színház
- Richard Bach: Jonatan Livingston a sirály, R: Robert Kolar
- W. Shakespeare: Macbeth, R: Szloboda Tíbor, Szerep: Macduff
- Samuel Beckett: Godotra várva, R: Urbán András, Szerep: Vladimir
- Dimitris Kechaidis: Tavli, R: Ilia de Riska, Szerep: Béci
- Gyerekek és katonák, R: Urbán András, Szerep: Férfi

### Udvari Kamaraszínház
- Siposhegyi Péter: Halottaknapjától virágvasárnapig, R: Andrási Attila, Szerep: Kende Ferenc
- Wass Albert: Adjátok vissza a hegyeimet, R: Andrási Attila, Szerep: Sepulescu
- Daday Lóránd-Andrási Attila: Kié ez az ország? R: Andrási Attila, Szerep: Széplaki László
- Fehér Szarvas, R: Andrási Attila, Szerep: Főhadnagy
- Andrási A: Tizennyolc, R: Andrási Attila, Szerep: Államtitkár
- Andrási A. Tizenkilenc R: Andrási Attila Szerep: Lenin, Bolgár Elek, Kun Béla
- Csurka István: Megmaradni R: Andrási Attila Szerep: Balázsffy

### Szabadkai Gyermekszínház
- Lélegzet, R: Veselka Kuncheva, Szerep: Férfi
- Pierre Gripari: Cipellők, R: Todor Valov, Szerep: Tina és Nikola
- Carlo Collodi: Pinokkió, R: Veres András, Szerep: Pinokkió
- Lázár Ervin: A kislány, aki mindenkit szeretett, R: Tengely Gábor, Szerep: Vadász
- Allegro con brio, R: Evgeny Ibragimov, Szerep: Férfi
- A szegény csizmadia és a Szélkirály, R: Hernyák György, Szerep: Szélkirály
- Óz a nagy varázsló, R: Péter Ferenc, Szerep: Szalmaember

### Forrás Színházi Műhely
- "Emlékeim elől ne fussatok" (2004), R: Pataki András, Szerep: Petőfi Sándor

### Cervinus Teátrum Szarvas
- W. Shakespeare: Sok hűhó semmiért, R: Gergely László, Szerep: János

### Zsámbéki Színházi Bázis
- Katona József: Bánk bán (2000) R: Bocsárdi László, Szerep: Udvornik
- Szophoklész: Antigoné (2001) R: Bocsárdi László, Szerep: Haimon
- Boris Vian: Tajték (2005) R: Mezei Kinga, Szerep: Egér

### Szkéné Színház Budapest
- Sam Shepard.: Szerelem bolondjai (1998) R: Andrási Attila szerep: Eddie

### Zentai Magyar Kamaraszínház
- Gion Nándor: A kárókatonák még nem jöttek vissza (2015. máj. 14.) Szerep: Gergián

### Újvidéki Színház
- Móricz Zsigmond: Légy jó mindhalálig (1991), R: Halasi Imre, Szerep: Tök Marci
- Arisztophanész: Lysistrate (1991), R: Vidnyánszky Attila, Szerep: Férfikar
- Tersánszky J. Jenő: Kakuk Marci (1992), R: Soltis Lajos, Szerep: Sustik
- Faragó Attila: A lappangó (1993.), R: Merő Béla, Szerep: Orvos
- Görgey Gábor: Fejek Ferdinándnak () (1993), R: Soltis Lajos
- Mint a nyuszi, fenn a fán (1993), R: Vajda Tibor, Szerep: Kabarészerepek
- Slawomir Mrozek: Károly (1993), R: Hernyák György, Szerep: Unoka
- Szilveszteri kabaré (1993), R: Faragó Árpád
- Sütő András: Egy lócsíszár virágvasárnapja (1994), R: Babarczy László, Szerep: Tronkai Vencel báró
- Arthur Miller: Édes Fiaim (1994), R: Gergely László, Szerep: George Deever
- Piero Barillet-Jean Pierre Grédy A kaktusz virága (1995), R: Gergely László, Szerep: Norbert
- Edmond Rostand: Cyrano De Bergerac (2003), R: L’uboslav Majera, Szerep: De Neuvillette Christian

### Népszínház
- Csáth – Fodor – Hernyák: Zách Klára R.: Hernyák György, Szerep: Károly Róbert, Pater Franciscus (1999)
- William Shakespeare: Vízkereszt, R: Telihay Péter, Szerep: Orsino herceg – Illíria uralkodója (2007)
- Kiss Csaba: Veszedelmes viszonyok, R: Puskás Zoltán, Szerep: Valmont vikomt (2009)
- Brackett-Diamond-Wilder-Verebes: Van, aki forrón szereti, R.: Mezei Zoltán , Szerep: Speckolombó (2000)
- Dough Wright: Toll, R.: Hernyák György, Szerep: Michette (2003)
- Tasnádi István: Titanic vizirevü, R.: Hernyák György, Szerep: Noszti Krisztián (2001)
- Hubay Miklós: Te imre, itt valami ketyeg R.: Hernyák György, Szerep: Direktor (1999)
- Hubay Miklós: Zsenik iskolája, R.: Kovács Frigyes, Szerep: Másik rab (1999)
- Mezei – Pálfi – Szőke – Brestyánszki: Safe House, R: Mezei Zoltán, Szerep: Nyomozó (2009)
- William Shakespeare: Romeo és Júlia, R.: Naszlady Éva, Szerep: Rómeó (2000)
- Dukovski, Dejan: Puskaporos hordó, R.: Péter Ferenc, Szerep: Sándor (1998)
- Slawomir Mrožek: Örvendetes esemény, R.: Kovács Frigyes, Szerep: Csecsemő (1998)
- G.B.Shaw: My Fair Lady, R: Földes Tamás, Szerep: Pickering ezredes (2007)
- Nikolaj Koljada: Murlin Murlo, R: Hernyák György, Szerep: Alekszej (2005)
- Mihail Bulgakov: Moliére, R: Telihay Péter, Szerep: Marquis de Lessaque, kártyás (2006)
- Marlene, Zenés utazás Berlintől Los Angelesig, R: Mezei Zoltán, Szerep: Fellépő (2009)
- Anton Pavlovics Csehov: Lakodalom, R: Tóth Miklós, Szerep: Lomov, Vendég (1998)
- Tasnádi István – Sziveri János – Lajkó Félix: Közellenség, R.: Péter Ferenc, Szerep: Csődör (2000)
- Eugéne Ionesco: Kopasz énekesnő, R.: Keszég László, Szerep: Mr. Martin (2003)
- Dalton Trumbo – B.R. Smith: Johnny fegyverben (monodráma) R.: Ilan Eldad, Szerep: Johnny (2002)
- Zágon – Nóti – Eisemann: Hyppolit, a lakáj, R: Megyeri Zoltán, Szerep: Makáts Csaba (2011)
- Weöres Sándor – Verebes Ernő: Holdbeli csónakos, R.: Hernyák György, Szerep: Medvefia (2000)
- Alfonso Paso: Hazudj inkább, kedvesem, R.: Znamenák István, Szerep: Rendőr (1998)
- Kosztolányi Dezső: Futó por, R: Hernyák György, Szerep: férfi (2005)
- Brestyánszki & Co: Érintetlen, R: Hernyák György, Szerep: Artúr (2006)
- Peter Shaffer: Equus, R: Hernyák György, Szerep: Ló (2008)
- Georges Feydeau: Bolha a fülbe, R: Ljubomir Draškić, Szerep: Romain Tournel (2003)
- Arthur Miller: Az ügynök halála, R: Andrási Attila, Szerep: Bernard (2014)
- Szophoklész: Antigoné, R.: Bocsárdi László, Szerep: Haimón (2001)
- Sopsits Árpád – Brestyánszki B.R: Álomlakó, R: Sopsits Árpád, Szerep: Álomlakó (2005)
- Leonard Gershe: A pillangók szabadok, R.: Hernyák György, Szerep: Don Baker (2000)

### Független előadások
- Magyarpolányi passió R: Pataki András Szerep: Júdás
- Wass Albert: Erdők meséje (gyermek előadás) több szerep megformálása
- Igazi Ibrinkó (gyermek előadás) több szerep megformálása
- Erich Kastner: Csizmás kandúr (gyermek előadás) mesélő és más szerepek
- Emeld föl szívedet nemzetem! Szeged, Dóm tér, 2010 R: Koltai Gábor
- Brestyánszki B. Rozi: Szabadságharc Szerep: Arany János és mindenki más Rendezte: Kálló Béla
- Brestyánszky B. Rozi: Rómeó és Júlia play(life)station (2023) Sz: Tanár

## Rendezések hivatásos színházakban

### Zentai Magyar Kamaraszínház
- Ali Taylor: Puha pihe (2010.)
- Agatha Christie: Egérfogó (2014.)
- Oscar Wilde: A csillagfiú (2016.)

### Szabadkai Népszínház
- Brestyánszki B.R.: Strangers In The Night (2008)
- Nosztalgikus kabaré (1998)
- Haccáré-haccacáré, (1999)

### Kosztolányi Dezső Színház
- Slavomir Mrozek: Streap-tease

### Nagykikindai Színház
- Giacomo Puccini:Turandot (opera)

### Udvari Kamaraszínház
- Pozsgai Zsolt: Zergetánc (2020)
- Sors-kanyar (2021)

### Isteni Színjáték Társulat – Karinthy Színház
- Verebes Ernő: Koponyám, körülbelül (Karinthy F. Utazás a koponyánk körül c. regénye nyomán) (2022)

## Díszlettervek
- Németh Ákos: Autótolvajok (2017)
- R: Németh Ákos Díszlettervező: Kálló Béla
- Háy János: Senák Mara Társulat Díszlettervező: Kálló Béla

## Egyéb rendezések

### Alkalmi műsorok
- Pataki Gyűrű gála – Szabadkai Népszínház (2014)
- 56 gyertya lángja – a VMSZ központi megemlékezése Szabadkán (2014)
- Tisztelet a bátraknak! – az 1848-as szabadságharc VMSZ központi megemlékezése Szabadkán (2017)

### Tálentum Tehetséggondozó Művészeti Egyesület
- Bagossy: A sötétben látó tündér (2019) R: Kálló Béla

### Népkör M.M.K
- Kalendárium – a Népkör MMK karácsonyi előadása, (2012) R: Kálló Béla,
- XIV.Interetno fesztivál-nyitóceremónia (2015) R: Kálló Béla
- Szerelem – a Népkör MMK Róna táncegyüttesének műsora (2015) R: Kálló Béla
- Ifjú hévvel 1848 márciusában – a Róna táncegyüttes ünnepi műsora az 1848-49-es forradalom és szabadságharc emlékére (2017) Dramaturg és rendezői munkatárs: Kálló Béla

### Mara Amatőr Színház, Bácstopolya
- Háy János: A Senák (2010) Díszletterv és rendezés: Kálló Béla
- (A Vajdasági Magyar Amatőr Színjátszók XV. Találkozóján: Bambach Róbert-díj (a legjobb alternatív vagy új formákat kereső előadásért) Különdíj (a legjobb színpadi látványért))
- Eörsi István: Sírkő és kakaó (2012)

### Tijana Jurić Alapítvány
- Vladimir Grbic – Brestyánszki B.R: Mindíg más a hibás – (2016)

### Szép Szó Tábor
- Max Frisch: Ha egyszer Hotz úr dühbe gurul (1999) R: Kálló Béla
- Lázár Ervin: Négyszögletű kerek erdő (2005) R: Kálló Béla
- Janikovszky Éva: Velem mindig történik valami (2014) Csoportvezetés

### Vacsoraszínház
- Brestyánszky B. Rozi: Babra megy a játék (2023) R: Kálló Béla

### Tantermi produkció
- Brestyánszky B. Rozi: Rómeó és Júlia play(life)station (2023) R: Kálló Béla

## Rendezései az általa vezetett színházi műhelyben
- Brestyánszki B.R: Strangers in the night (Idegenek az éjszakában) (2008), Rendezte: Kálló Béla
- Semmi, Janne Teller regényét színpadra alkalmazta Lénárd Róbert (2013), Rendezte: Kálló Béla
- Oláh Tamás: Intercutting, (2014) Rendezte: Kálló Béla
- Brestyánszki B.R: Játék (2015), Rendezte: Kálló Béla
- Patrick Marber: Közelebb (2016), Rendezte: Kálló Béla
- Aranyév – Arany János születésének 200. évfordulójára (2017), Rendezte: Kálló Béla
- Kosztolányi Dezső: Alakok (2018) Rendezte: Kálló Béla
- Pozsgai Zsolt: Liselotte és a május (2019) Rendező: Kálló Béla

## Oktató tanár, vagy foglalkozásvezető különböző műhelyekben

### Vajdasági Magyar Amatőr és Diákszínjátszók Tábora Zenta (MAdT)
- 2008-ban és 2013-ban oktató tanár

### Deszkára fel!
- Színjátszócsoport vezetői képzés (2013)
- Színjátszó rendezői képzés (2014)
- A képzések helyszíne Szabadka, Újvidék és Nagybecskerek volt

### Szép Szó Tábor
- 1999-ben, 2005-ben és 2014-ben oktató tanár

### Noszai Színházi Műhely
- A cipő c. eladás – a fiatalok improvizációja alapján

## Filmek, rövidfilmek, televíziós szereplések, reklámok
- Deák Ferenc: Bolygótűz – jugoszláv magyar filmdráma (2003) R: Vicsek Károly Szerep: Rudics Miklós
- Áttűnések kisjátékfilm (2005) Forgatókönyv író és rendező: Kálló Béla
- Santa Maria della Salute játékfilm (2016) R: Zdravko Šotra, Szerep: ügyész
- Telenor reklámarc Szerbiában (2005)
- Újvidéki televízió – rajzfilm szinkronizálás (1991-1992)
- Kanapé – a Szabadkai Népszínház és a Pannon televízió beszélgető műsora, Műsorvezető
- 2 férfi 1 fazék – a Pannon televízió gasztronómiai műsora, Műsorvezető
- XII. – XIII. -XV. Interetno fesztivál, Műsorvezető

## Forrás
- https://www.mnt.org.rs/tagjaink/kallo-bela Archiválva 2024. február 23-i dátummal a Wayback Machine-ben